# Sinagoga Maghain Aboth
La Sinagoga Maghain Aboth (en hebreu: בית הכנסת מגן אבות) és una sinagoga jueva a la ciutat estat de Singapur, en el carrer Waterloo, prop del districte central de negocis de Singapur. L'edifici va ser construït en 1878. Després d'uns orígens com a centre comercial i administratiu del domini colonial britànic a la zona durant el segle xix, i després d'un breu període d'integració a la federació malaia, Singapur va experimentar un fulgurant creixement econòmic. Els descendents d'alguns dels primers colons jueus de Singapur viuen i fan negocis a Singapur.